# رمانس (فیلم ۱۹۲۰)
«رمانتیک» (انگلیسی: Romance (1920 film)) یک فیلم است که در سال ۱۹۲۰ منتشر شد.